# Sinkovits Mariann
Sinkovits Mariann (névvariáns: Sinkovits Marianna, Sinkovits Marianne) (Budapest, 1954. április 8. –) magyar színésznő.

## Életpályája
1971-től a Vadrózsa művészegyüttesben táncolt. 1972–1974 között a Nemzeti Színház stúdiósa volt. 1974-ben a Bartók Béla Konzervatóriumban érettségizett. A Színház- és Filmművészeti Főiskolán Kazán István osztályában operett-musical színészként diplomázott 1977-ben. 1976–1981 között a Budapesti Gyermekszínház társulatának színésznője volt. 1981 óta főállású édesanya.

## Magánélete
Szülei Sinkovits Imre és Gombos Katalin színművész. Bátyja Sinkovits-Vitay András színművész, előadóművész. Férje Hegedűs Csaba olimpiai bajnok birkózó, edző, sportvezető. Gyermekeik: Bernadett (1976), Olimpia (1981–2020) és Csaba (1982).

## Fontosabb színházi szerepei
Budapesti Gyermekszínház
- William Shakespeare: Amit akartok... Mária, Olívia komornája
- Szigligeti Ede: Liliomfi... Mariska
- Grigorij Lvovics Rosal – Abdilda Tazsibajev – Gyárfás Endre: Dzsomárt szőnyege... Neszvelda; Anázia, Neszvelda barátnője
- Turián György: A varázspálca... Kedves Kata, Kázmér húga
- Charles Dickens: Karácsonyi ének... Belinda, Fred felesége
- Kovalik Márta és Hegyi Imre drámai riportja – zene: Balogh Bodor Attila: Profán ballada... Feleség
- Jevgenyij Lvovics Svarc: A csodálatos jávorfák... Fjodor
- Grimm fivérek – Dimitar Dimitrov: A farkas és hét kis gida:... Sürgőforgó, az egyik gida

## Filmek, tv
- Zendül az osztály (1975)
- Különös mátkaság (1975)